# Stadionul San Mamés (1913)
Stadionul San Mamés (spaniolă Estadio San Mamés pronunție în spaniolă [esˈtaðjo sam maˈmes]; cunoscut și ca La Catedral pronunție în spaniolă [la kateˈðɾal], "Cathedrala") a fost un stadion de fotbal în Bilbao, Biscaia, Spania. Stadionul era arena de casă a echipei Athletic Bilbao.
Noul stadion al clubului, San Mamés Barria, a fost construit între 2010 și 2013. Construcția a costat 160 milioane de euro și stadionul a fost deschis pe 18 septembrie 2013. 

Stadionul a fost gazdă la Campionatul Mondial de Fotbal 1982.

Pe 28 iunie 2010, pe el s-a ținut concertul final al turneului Black Ice World Tour al formației AC/DC.

## Galerie

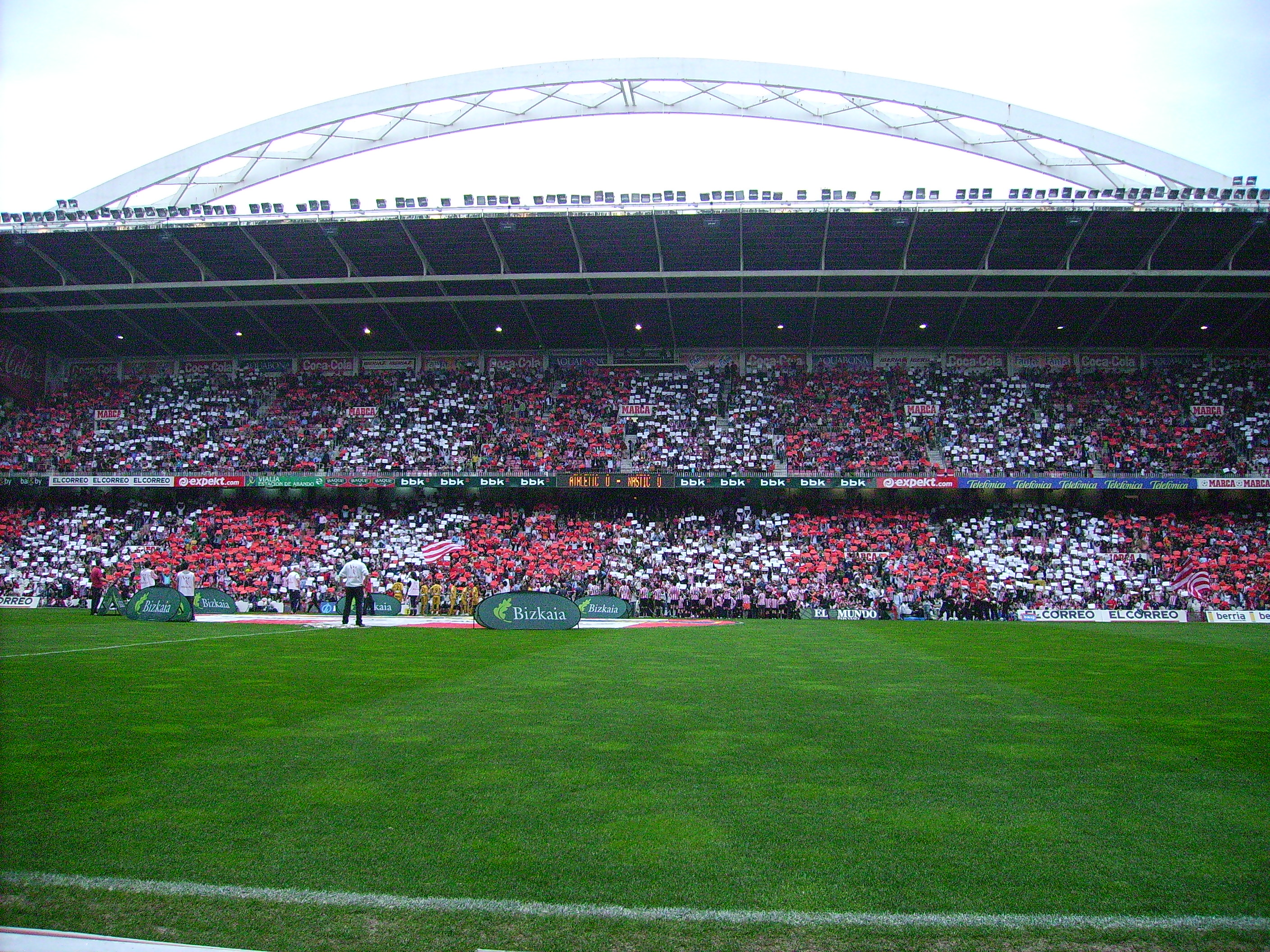
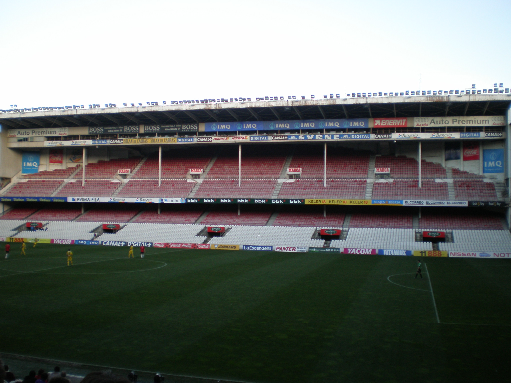
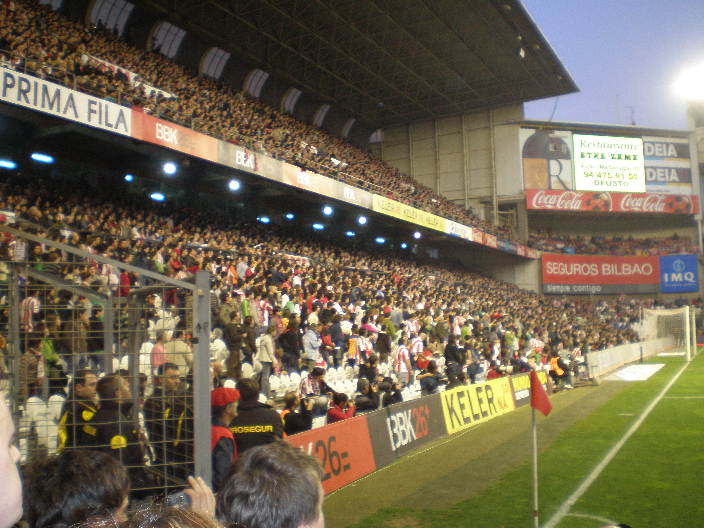
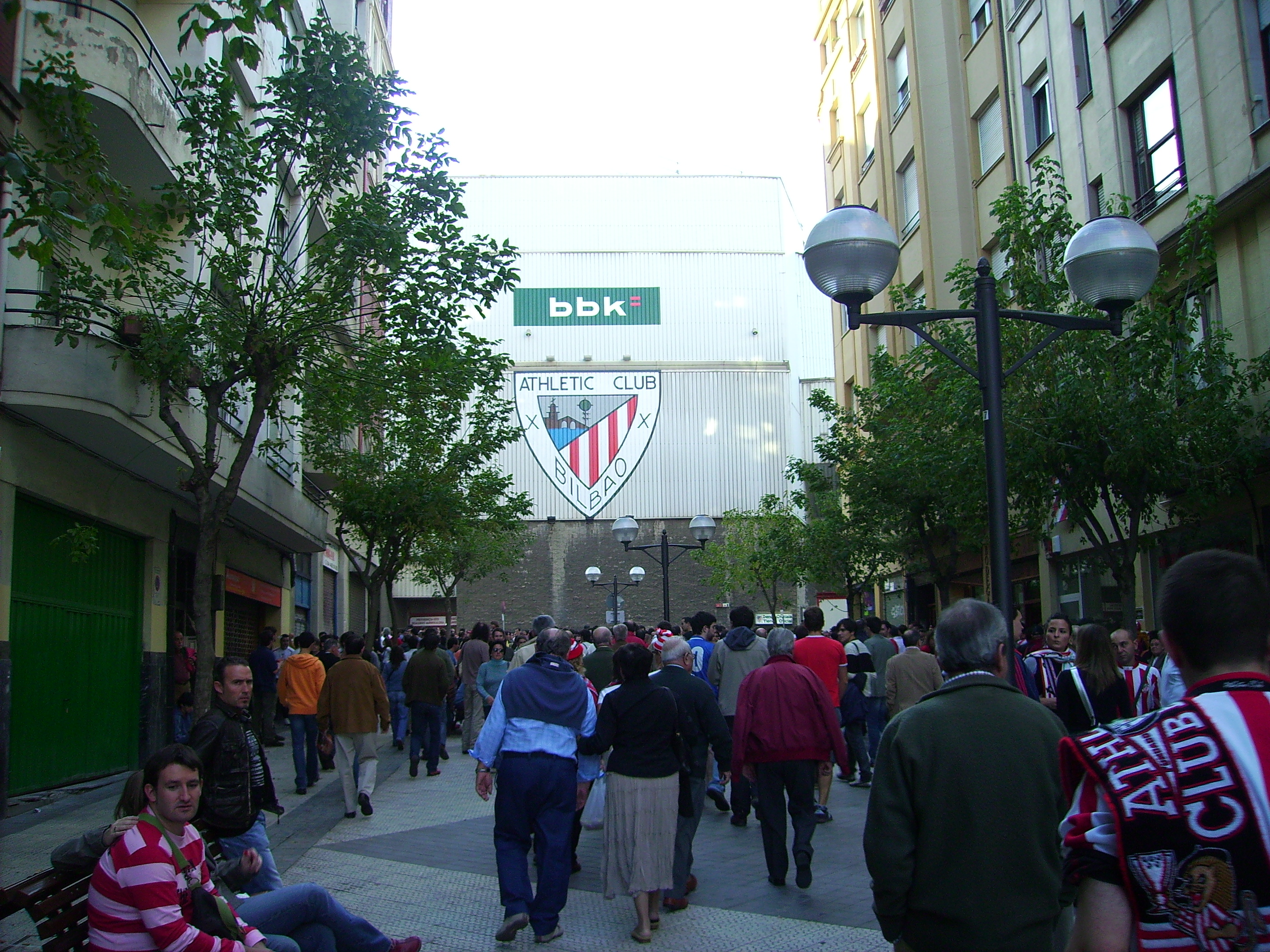

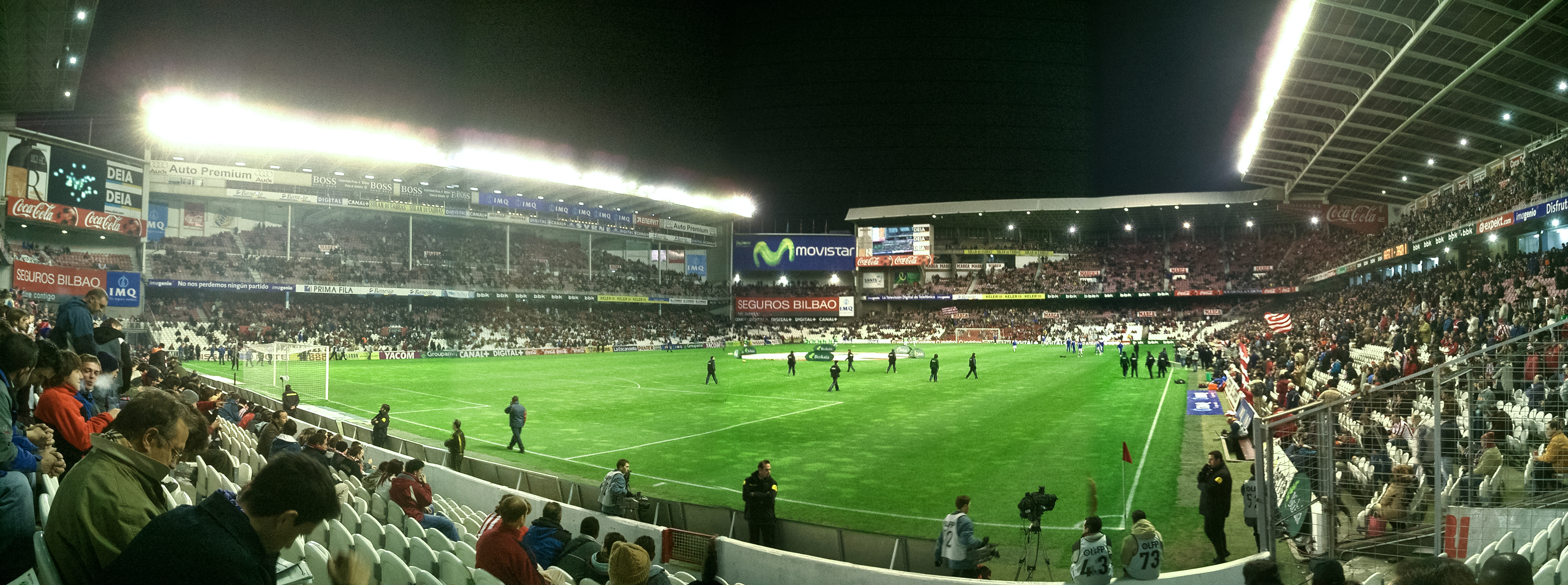
Panorama stadionului